# Ivelin Vasilev
Ivelin Vasilev Vasilev (Yambol, Bulgaria; n. 7 de enero de 1991), es un jugador de fútbol que juega en la demarcación de delantero centro. Navarro de adopción, fue una de las promesas del fútbol búlgaro. 

## Trayectoria

### Navarra
Pasó por las categorías inferiores del CD Ribaforada y CD Tudelano, fichó por Osasuna en edad juvenil hasta llegar a jugar en Osasuna Promesas.

En 2010 es cedido al CD Izarra para jugar una temporada pero regresa a Osasuna Promesas ese mismo año. Juega también en equipos navarros de la Tercera División de España como; UD Mutilvera, UCD Burladés y CD Lourdes.

### Grecia
En 2013 decide probar suerte e irse al fútbol griego para jugar en el Kalamata FC de la Gamma Ethniki, Tercera División griega. 

### Bulgaria
En 2014 regresa a Bulgaria y juega en diferentes equipos: Dobrudzha Dobrich, FK Silistra 2009, PFC Kaliakra Kavarna, PFC Neftochimic Burgas, FK Hitrino .

### Navarra
En 2020 vuelve a Navarra y ficha por el Club Deportivo Fontellas.

## Selección nacional
Ha jugado en las categorías inferiores de la Selección de fútbol de Bulgaria hasta categoría sub-21.